# 國民日日報
《國民日日報》是清代末年留日學生革命人士主辦的報紙，於光緒二十九年（1903年）6月15日創刊，於同年10月13日自動停刊。
報社位於上海英租界二馬路中市街。主編為章士釗，撰稿人則有陳獨秀、何靡施、謝曉石、蘇曼殊。他們的辦報目的就是「圖國民之事業」，因為「當今狼豕縱橫，主人失其故居，竊願作彼公僕，為警鐘木鐸，日聒于我主人之側，敢以附諸無忘越人之殺而父之義，更發狂囈，以此報出世之期，為國民重生之日」。其內容包括了社說、外論、警聞、政海、實業、學風、短評。當中以《革天》、《道統辨》、《王船山史說申義》、《中國古代限抑君權之法》等文章令人觸目。